# Фахд ибн Абдул-Азиз Аль Сауд
Фа́хд ибн Абду́л-Ази́з ибн Абдуррахма́н А́ль Сау́д (араб. فهد بن عبد العزيز بن عبد الرحمن آل سعود‎; 1921 — 1 августа 2005, Эр-Рияд, Саудовская Аравия) — пятый король Саудовской Аравии, правивший с 13 июля 1982 по 1 августа 2005 год. Девятый сын короля Абдул-Азиза от его жены Хассы ас-Судайри. Взял титул «Служитель Двух Святынь», вместо титула «Его величество» с 27 октября 1986 года.

## Биография
Родился 1921/1923 года в Эр-Рияде. У него было 6 младших родных братьев и 4 сестры. Его братьями были: принц Султан (1930—2011), принц Абдуррахман (1931—2017), принц Наиф (1933—2012), принц Турки (1934—2016), король Салман (род. 1935) и принц Ахмед (род. 1942) а сёстрами: принцесса Лулувах (ум. 2008), принцесса Латифа (ум. 2024), принцесса Аль-Джавхара (ум. 2023) и принцесса Джавахир (ум. 2015).

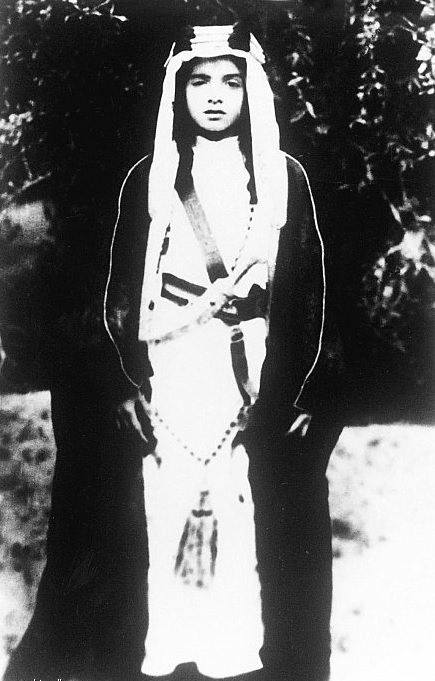
Король Фахд в детские годы

Получил религиозное и светское образование. В 1953 году взошедшим на престол своим сводным братом, королём Саудом назначен на впервые учреждённый в стране пост министра просвещения. С 1962 года — министр внутренних дел. С 1967 года — второй заместитель премьер-министра. После убийства в марте 1975 года короля Фейсала объявлен наследным принцем и первым заместителем премьер-министра. Уже 3 апреля того же года его единокровный брат король Халид подписал декрет о передаче ему своих полномочий в области внутренней и внешней политики ввиду собственной тяжёлой болезни. С того времени Фахд фактически возглавил страну. 
Наследовал трон после смерти брата 13 июня 1982 года. Во время его правления был построен комплекс нефтехимических предприятий в Джубайле и Янбу, созданы современные сети морских портов, шоссейных дорог и аэропортов. В 1992 году были приняты четыре важнейших закона: Основной закон правления (фактически Конституция), Закон о Консультативном совете, Закон об управлении провинциями и Закон о Совете министров. Был создан Консультативный совет члены которого назначаются королем из числа «людей науки или других требующих специальных знаний профессий». Закон об управлении провинциями устанавливал, что в состав «Совета провинции» вводится «не менее десяти жителей» (ученых, бизнесменов и т. п.).
В 1984 году был награждён Международной премией короля Фейсала. 27 октября 1986 года отказался от титула «Его Величество», приняв титул «Служитель Двух Святынь». После обширного инсульта, произошедшего 29 ноября 1995 года, в основном передал управление страной своему единокровному брату принцу Абдалле.
После смерти Фахда 1 августа 2005 года престол унаследовал его брат принц Абдалла. Король Фахд вошёл в историю тем, что страна превратилась в одного из главных производителей нефти и крупную ведущую державу региона и исламского мира.
Его сын принц Мухаммед ибн Фахд занимал должность губернатора провинции Эш-Шаркия с 1985 по 2013 годы.

## Семья
Имел 6 сыновей и 4 дочерей:
Сыновья 1-й жены, принцессы Ануда бинт Абдул-Азиз ибн Мусаид
- принц Фейсал (1945—1999), был главой футбольной федерации страны в 1971—1999гг., президентом Союза арабских футбольных ассоциаций в 1974—1999 гг, министром по делам молодёжи в 1977—1999 гг, председателя Олимпийского комитета Саудовской Аравии в 1975—1999 гг. и ряда других должностей, умер от инфаркта, занимая эти должности
- принц Сауд (род. 1950), в 1985—2005 годах заместитель главы разведывательной службы страны;
- принц Султан (род. 1951), в 1999—2011 годах глава Фонда благосостояния молодёжи, глава Олимпийского комитета страны и глава футбольной федерации.
- принц Халид (род. 1958), филантроп.

Сын 2-й жены, принцессы Джавзы бинт Абдуллах ибн Абдуррахман 
- принц Мухаммад (1950—2025), в 1985—2013 годах губернатор Восточной провинции.

Сын 4-й жены, принцессы Джавхары бинт Ибрахим Аль Ибрахим
- принц Абдул-Азиз (род. 1973), любимый сын и министр без портфеля до 2011 года. Считалось, что был убит в ноябре 2017 года, но позже эту новость признали ложью[4].

## Награды
- Орден «Независимость» (7 марта 2005 года, Азербайджан) — за большие заслуги в развитии всестороннего экономического и культурного сотрудничества между Азербайджанской Республикой и Королевством Саудовская Аравия и укреплении дружбы двух народов[5].

## Память
- В его честь назван Мост короля Фахда, связывающий Саудовскую Аравию и Бахрейн.
- В его честь названа улица в городе Астана, столице Республики Казахстан.
- В его честь назван Комплекс по изданию Священного Корана в городе Медина (Саудовская Аравия).
- В его честь был назван футбольный турнир, который впоследствии переименовали в Кубок конфедераций.
- В его честь был назван многофункциональный стадион Международный стадион имени Короля Фахда в городе Эр-Рияд.